# Montecchio Maggiore
Montecchio Maggiore ist eine  italienische Gemeinde (comune) mit 23.622 Einwohnern (Stand 31. Dezember 2023) in der Provinz Vicenza, Region Venetien.

## Geographie
Die Stadt Montecchio Maggiore ist ca. 50 km von Verona, 15 km von Vicenza und 60 km von Venedig entfernt. Nachbarorte sind Altavilla Vicentina, Arzignano, Brendola, Castelgomberto, Montebello Vicentino, Montorso Vicentino, Sovizzo, Trissino und Zermeghedo.

## Geschichte
Siedlungsspuren lassen sich bis in die späte Steinzeit zurückverfolgen, die erste urkundliche Erwähnung von Montecchio Maggiore ist um ca. 1100 n. Chr. zu datieren.
Sehenswürdigkeiten
- Villa Cordellina Lombardi: im Palladio-Stil im Jahre 1735 erbaut
- die Burgen Castelli Giuletta und Romeo: der Sage nach lebten darin die Protagonisten des Shakespeare Dramas Romeo und Julia

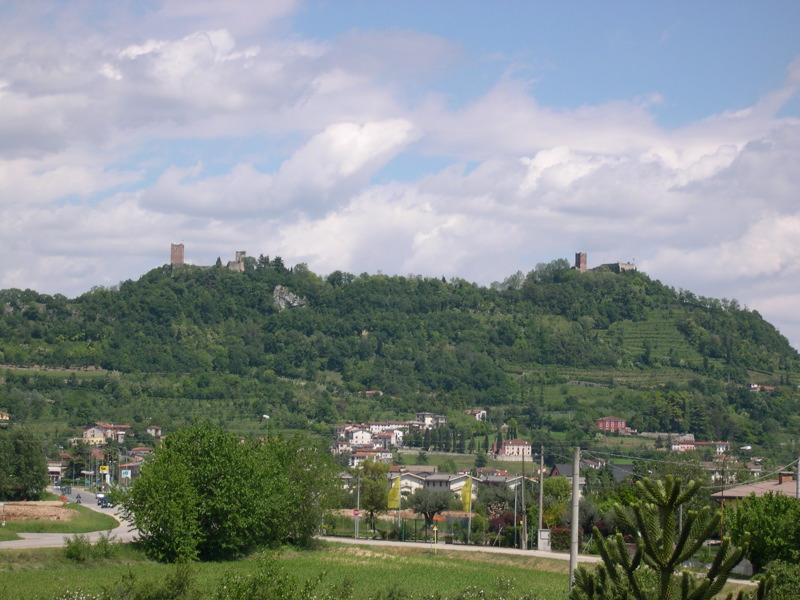
Castelli di Giulietta e Romeo
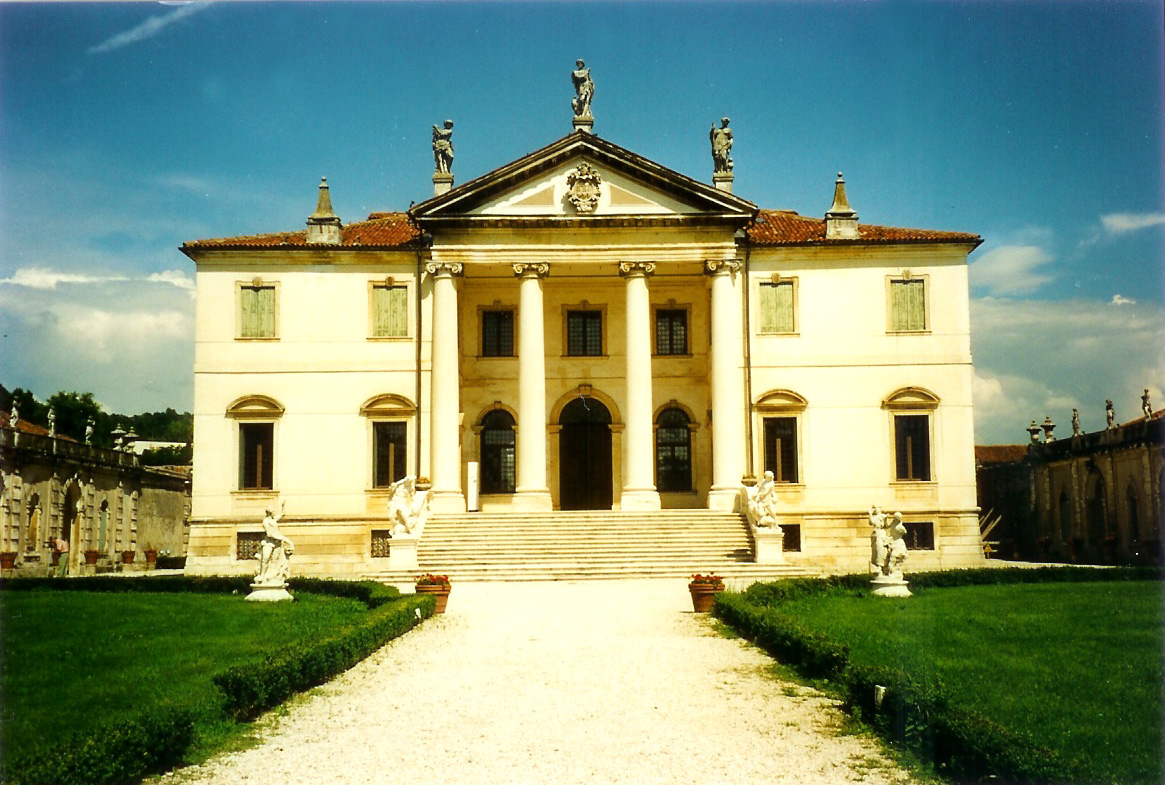
Villa Cordellina Lombardi

## Wirtschaft
Der Ort Montecchio Maggiore ist ein wichtiges Industriezentrum in Oberitalien und gilt als die reichste Gemeinde Italiens. Vor dem Zweiten Weltkrieg stellte die Landwirtschaft das wichtigste wirtschaftliche Standbein der Stadt bzw. der Region dar. In den 1960er Jahren verzeichnete die Industrie starke Zuwächse und es vollzog sich ein Strukturwandel vom tertiären zum sekundären Sektor. So siedelten sich eine Vielzahl von größeren und kleinen Unternehmen an, die in verschiedenen Branchen tätig und z. T. weltweit aktiv sind. Es befinden sich Betriebe der Gerberei- und Lederindustrie, Schmuckproduktion, des Anlagenbaus und Elektrotechnik (z. B. FIAMM) dort. Die Landwirtschaft konzentriert sich heute hauptsächlich auf den Anbau von Mais, Früchten, Gemüse und Weinreben. So ist die Winzergenossenschaft Cantina Sociale dei Colli Vicentini europaweit für ihre qualitativ hochwertigen Produkte bekannt. Auf dem Gebiet der Gemeinde werden Weine der DOC Colli Berici hergestellt. In Montecchio befindet sich der Hauptsitz des bekannten Kaufhauses Sorelle Ramonda.

## Bevölkerungsentwicklung
Montecchio Maggiore zählt ca. 8.457 Haushalte. Zwischen 1991 und 2001 stieg die Einwohnerzahl von 19.754 auf 21.061 an. Dies entspricht einem prozentualen Zuwachs von 6,6 %.

## Persönlichkeiten
- Giovanni Schiavo CSJ (1903–1967), Ordensgeistlicher und seit 2017 Seliger der römisch-katholischen Kirche.
- Sante Carollo (1924–2004), Radrennfahrer
- Luisa Muraro (* 1940), Philosophin
- Bruno Cenghialta (* 1962), Radrennfahrer
- Christian Maggio (* 1982), Fußballspieler

## Ehrenbürger
- 2008 – Willi Sitte (1921–2013), deutscher Maler, schloss sich hier 1944 den italienischen Partisanen an und war hier auch als Maler tätig
- 2019 – Pierangelo Valtinoni (* 1959), Komponist, Musikwissenschaftler und Dirigent

## Partnerstädte
- Alton,  East Hampshire, seit 1997
- Passau,  Niederbayern, seit 2003